# Концепт
Концепт је тежња одржавања одређене позиције, значење ријечи у одређеном контексту, апстраховање реалности у нашим мислима, као и њено симболично представљање. Ријечи које су синоними заговарају исти концепт. Када кажемо за двије реченице да су синоним једна другој, онда можемо рећи да је њихова намјена да одрже позицију исте намјере. Концепт се често анализира у контексту сложених форми или распореда, или чак начина размишљања, дјеловања, и могу имати за резултат различита значења.